# The Videos 2
The Videos 2 es un lanzamiento en VHS de la cantante australiana Kylie Minogue. La colección de los videos musicales fueron lanzados en noviembre de 1989 en el Reino Unido,Australia y Japón.

## Lista de canciones
1. "It's No Secret" (video)
2. "Hand on Your Heart" (video alternativo)
3. "Wouldn't Change a Thing" (video)
4. "Never Too Late" (video)

## Formatos
| Formato de lanzamiento | País        | Sistema | Discográfica |
| ---------------------- | ----------- | ------- | ------------ |
| VHS de Reino Unido     | Reino Unido | VHF9    | PWL          |
| Laserdisc japonés      | Japón       | ALLB-1  | PWL          |
| VHS japonés            | Japón       | ALVB-1  | PWL          |
| OZ VHS                 | Australia   | V81111  | Mushroom     |